# 成基命
成基命（1559年—1635年），字靖之，号毖予，直隶大名人。明朝政治人物，官至内阁首辅。为官清廉，有“清白相公”之称。

## 生平
成基命長身玉立，為諸生時，與高陽孫承宗齊名。万历三十五年（1607年）中进士，選庶吉士。历任司经局洗马，国子监司业等职，升礼部右侍郎兼太子宾客，改掌南京翰林院。天启六年（1626年），魏忠贤因其为杨涟的同门，迫使其落职闲住。
崇祯元年（1628年），起为吏部左侍郎。次年恰逢己巳之變，京师戒严，成基命上疏请求起用孙承宗再次任为枢辅，并消除争议，得到明毅宗嘉许。后以礼部尚书兼东阁大学士进入内阁辅政。庶吉士金声推荐僧将申甫，明毅宗命其视察，其上言该部队不可用，后果也正如此。
当袁崇焕、祖大寿戍京时，发生满桂的“关宁军箭射事件”（即当时满桂带军攻击后金军主力，并在北京城外与金军拼杀溃败后，向关宁军（袁崇焕部队）靠拢，却遭到友军箭射。满桂身中五箭，其中三支贯体，箭上有关宁军标记）。崇祯帝逮捕了袁崇焕，祖大寿在一旁双腿颤抖。成基命于是叩首请帝慎重，但帝未许。祖大寿回营后即带兵东逃，崇祯帝非常忧虑。成基命于是提出由袁崇焕写信召回，后在孙承宗协力下稳住军心。但在召对中，基命提出施政从缓，却与崇祯帝想法相左。
工部主事李逢申劾成基命欲脱逃袁崇焕的罪行，李逢申反被降职。在韩爌、李标相继离职后，崇祯三年（1630年），成基命成为过渡首辅，与周延儒、何如宠、钱象坤主持内阁。之后，温体仁、吴宗达也进入内阁。后来在商议袁崇焕事时，恰逢成基命得病，锦衣卫张道浚、工部主事陆澄源等上疏指责其在袁案中委卸避事，有牵入迹象。成基命自感大势已去，当年辞职。崇祯帝挽留，成基命连续上疏三次请辞离任。
崇祯八年，成基命于家中去世。赠少保，谥号文穆。葬今河北邯郸市大名县南关。

## 評價
陳盟《崇禎內閣行略》:「公秉性和厚，容儀偉岸，貳公弘化，宣亮正直，在揆席中為表表云。」
《明史.成基命傳》:「基命性寬厚，每事持大體。」「基命能推轂舊輔以定危難」

## 著作
有《云石堂集》二十四卷，以其素园之云石堂命名。

## 家族
曾祖成就，封徵仕郎都司知事。祖父成序爵。父成郁。母劉氏，継母范氏。严侍下。弟成配命、成永命。
其第三子成克巩清顺治年间为吏部尚书、秘书院大学士；户部尚书、保和殿大学士，与父成基命同称为“父子二阁老”。孙成亮、成光（湖南驿盐粮储道参议）。曾孙成泰慎，广东雷琼道参议；成泰清，光禄寺署正；成泰均，石屏州知州。

## 墓葬
成基命墓园在清、民国时期是大名府一大景观，占地30余亩，有牌坊、神道碑，墓区内满值松木，俗称成基命墓为“成家坟”。“文革”时期墓被挖掘，墓为吊棺，棺木完好。据当年知情人介绍，开棺后，见成基命面目如生，不久即遇风而变，逐渐发黑发暗，身着官服亦风化破损。成基命及其两位夫人的棺材被当地农民制作成家具使用，尸骨填入墓穴。此后，松木被砍伐，牌坊被砸毁，墓地平毁成农田。成基命墓虽被挖开，但墓穴尚在。2012年在其墓园上修建南关风情街时出土成基命与其两位夫人孟氏、钱氏的合葬墓志铭——《明光禄大夫太子太保礼部尚书兼文渊阁大学士赠少保谥文穆毖予成公暨配赠一品夫人孟氏钱氏合葬墓志铭》。